# Fehérhomlokú maki
A fehérhomlokú maki (Eulemur albifrons) a többi makiféléhez hasonlóan csak Madagaszkáron honos, az esőerdők fáin élő főemlősfaj. 

## Megjelenése

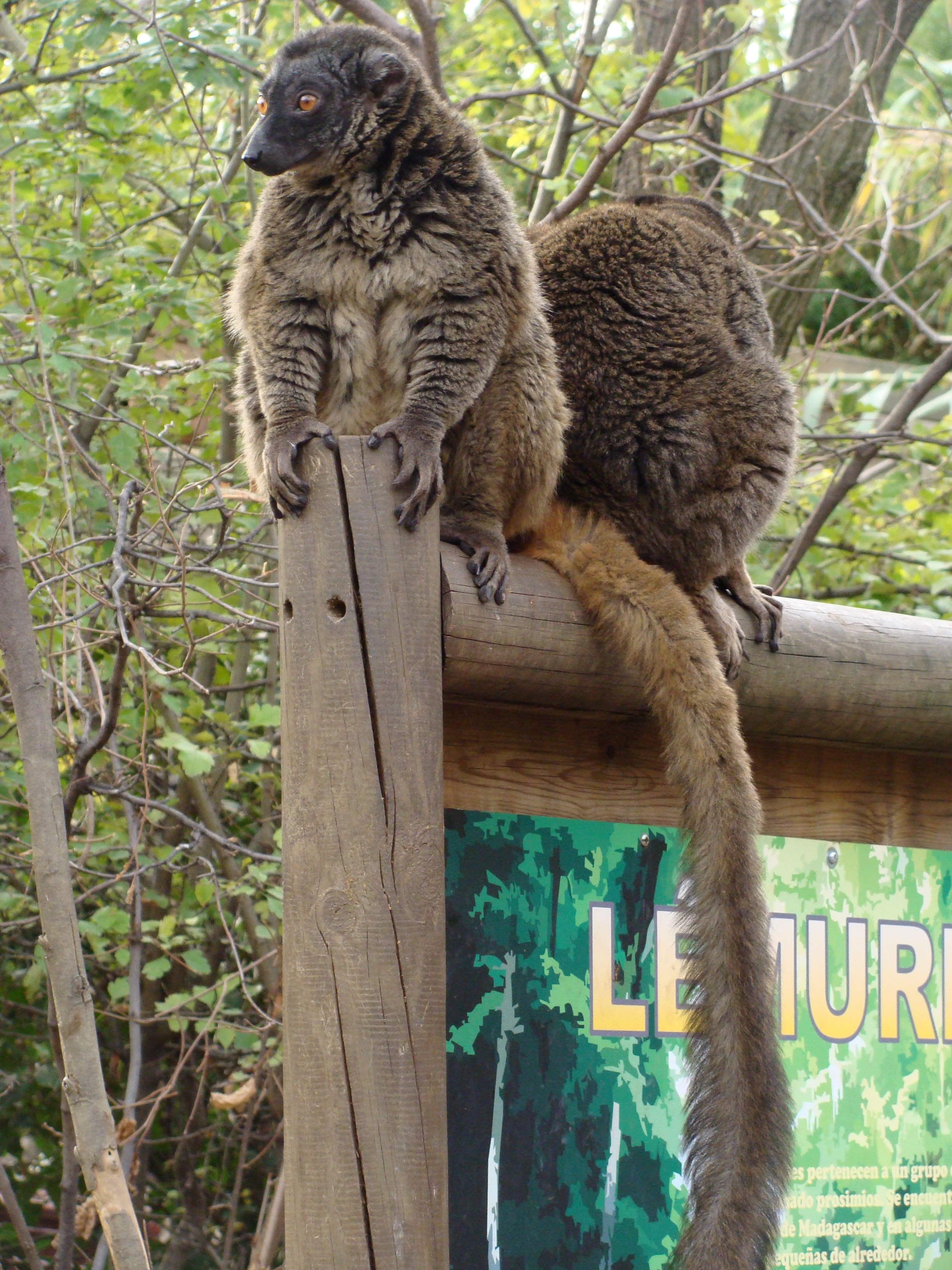
Nőstény példány a madridi állatparkban

A fehérhomlokú maki egy közepes termetű lemurféle, átlagos testsúlya 2,3 kg, testhossza 40 cm, amihez még az 50 centiméteres farok járul.
A hím és a nőstény színezete különböző; a nőstények háta vörösbarna, a hasa, torka és mellkasa világosszürke. A feje is szürkésbarna vagy vörösbarna színű, arca és nyújtott arcorra fekete. A hímek háta sötétbarna, torkuk és mellkasuk fehéres, de leginkább feltűnő rajtuk a fekete arcuktól élesen elütő és azt keretező fehér homlok és szakáll. Hosszú, bozontos farkuk segít megtartani egyensúlyukat az ágról-ágra való hosszú ugrások közben.
Korábban a barnamaki (Eulemur fulvus) alfajaként rendszerezték, de genetikai vizsgálattal kimutatták, hogy esetében külön fajról van szó. 

## Elterjedése és életmódja
A fehérhomlokú maki Madagaszkár északkeleti részének síksági és hegyvidéki esőerdeiben honos. A fák koronái között él, és szinte egész életét az erdő lombkoronaszintjén tölti. Napközben és éjjel is aktív lehet. Mindenevő, étrendjén éppúgy szerepelnek különböző gyümölcsök, levelek, virágok, fák mézgája, mint rovarok, száz- és ezerlábúak.
Kisebb-nagyobb csapatokban élnek, amelyek 3-12 példányból állnak, az 5-7 fős csoportok a tipikusak.
Szaporodásáról keveset tudunk, a rokon makifajok vagy monogámak vagy a hímek néhány nőstényből álló háremet tartanak. A kölykök életük első három hetét a nőstény hasán kapaszkodva töltik, ezután átköltöznek a hátára. Ekkoriban vált át a tejről a szilárd táplálékra. Eleinte az anyja táplálékát kóstolgatja de folytatja a szopást is, csak fokozatosan tér át a felnőttek eledelére. A kölyköt általában 4-6 hónapos korában választják el végleg. Élettartamuk fogságban elérheti a 36 évet, vadon feltehetően 20-25 körül lehet.

## Természetvédelmi helyzete
A fehérhomlokú makit elsősorban az élőhelyéül szolgáló esőerdők irtása veszélyezteti, valamint kisebb mértékben a vadászat. Élettere három nemzeti parkot és két természetvédelmi területet is érint, ezenkívül a világ állatkertjeiben is jelentős számú egyed él, ezért a faj léte nincs közvetlen veszélyben. A Természetvédelmi Világszövetség Vörös Listáján a sebezhető fokozatot kapta.   

## Fordítás
- Ez a szócikk részben vagy egészben  a   White-headed lemur című angol Wikipédia-szócikk ezen változatának fordításán alapul.  Az eredeti cikk szerkesztőit annak laptörténete sorolja fel. Ez a jelzés csupán a megfogalmazás eredetét és a szerzői jogokat jelzi, nem szolgál a cikkben szereplő információk forrásmegjelöléseként.